# Phasia dimidiata
Phasia dimidiata là một loài ruồi trong họ Tachinidae.